# Munio Núñez de Brañosera

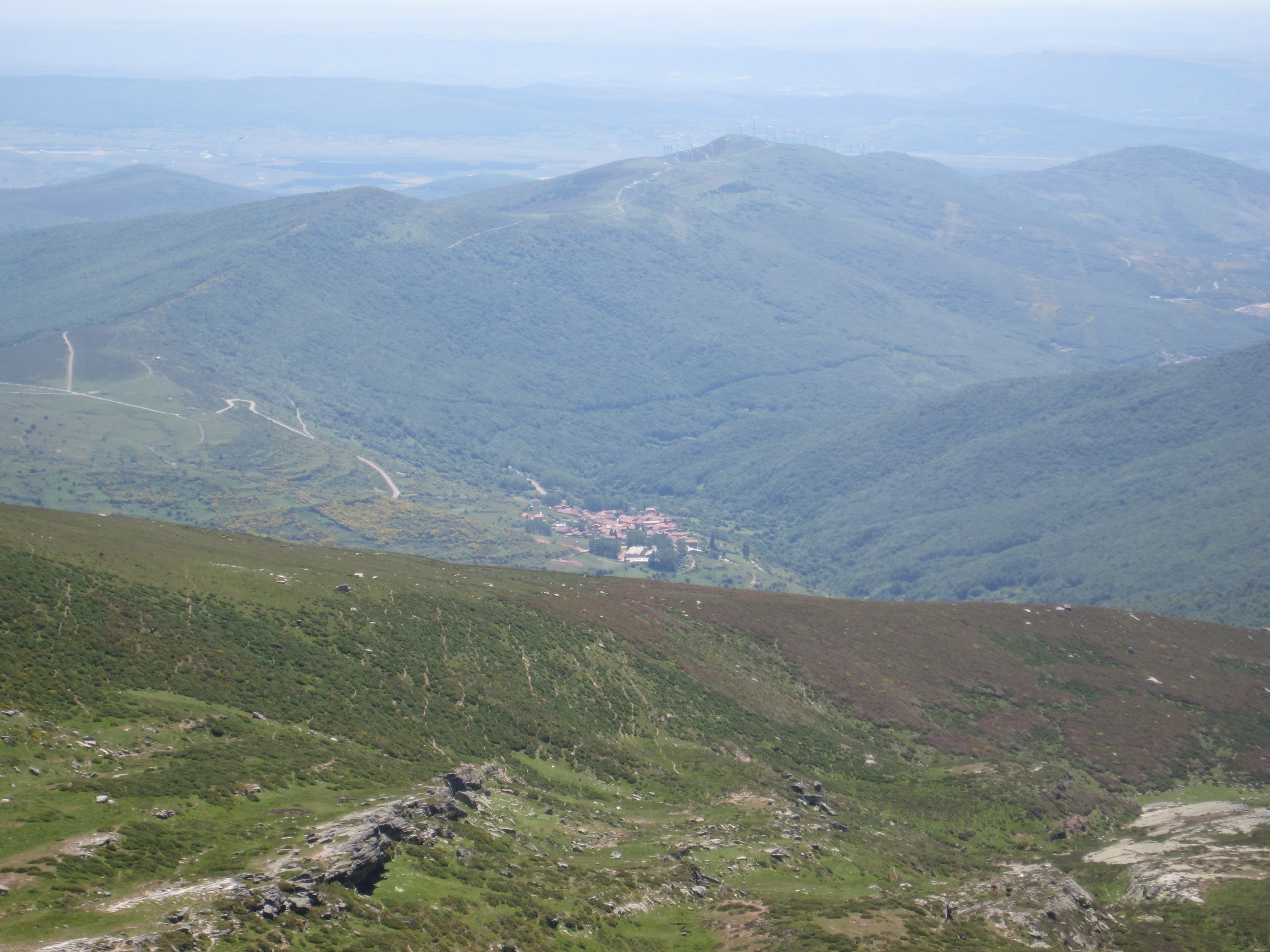
Vista de Brañosera desde Valdecebollas

Munio Núñez de Brañosera (m. después de 824) tomó parte durante el siglo IX en la repoblación de la zona que se extiende desde las montañas de Cantabria hasta las orillas del Duero. Fue el antepasado de los condes de Castilla y del linaje de los Lara.
El 13 de octubre de 824, durante el reinado del rey Alfonso II de Asturias, Munio y su mujer Argilo otorgaron el famoso fuero de Brañosera a los cinco vecinos que fueron a poblar el lugar.

## Descendencia
Aunque no se menciona en la documentación o en las crónicas de la época, se supone que fue padre de por lo menos dos hijos:
- Nuño Muñoz, quien sería el padre del conde de Castilla Munio Núñez.[2]

- Fernando Muñoz, padre de:

- Gonzalo Fernández el progenitor del conde de Castilla Fernán González. En 912, confirmó la carta puebla de Brañosera calificando a los otorgantes originales, Munio Núñez de Brañosera y Argilo, como sus abuelos.
- Nuño Fernández, conde en Castilla y en Burgos.

Fernando Muñoz también pudo ser padre del conde Rodrigo Fernández que aparece confirmando una donación al monasterio de Cardeña junto con su posible hermano Nuño.